# Rat für Landwirtschaft und Fischerei
Der Rat für Landwirtschaft und Fischerei (engl. Agriculture and Fisheries Council) ist eine Formation des Rats der Europäischen Union, dem die für Landwirtschaft und Fischerei zuständigen Minister der Mitgliedstaaten angehören. Diese Ratsformation tagt einmal monatlich in Brüssel oder Luxemburg, ihre Sitzungen werden von dem Sonderausschuss Landwirtschaft vorbereitet. Auch die Mitglieder der Europäischen Kommission, die für die Ressorts Landwirtschaft und ländliche Entwicklung, Fischerei und maritime Angelegenheiten sowie Verbraucherschutz zuständig sind, können an den Tagungen teilnehmen. Sie haben jedoch kein Stimmrecht.
Hauptsächlich befasst sich der Rat für Landwirtschaft und Fischerei mit der Regulierung der Märkte, die Organisation der Erzeugung und die Festlegung der verfügbaren Mittel, die Verbesserung der horizontalen landwirtschaftlichen Strukturen und die ländliche Entwicklung. 
Sowohl die Gemeinsame Agrarpolitik (GAP) als auch die Gemeinsame Fischereipolitik (GFP) wurden in den letzten Jahren reformiert. Bei der GAP betrifft dies die einheitliche Betriebsprämie, die nun als Haushaltsinstrument eingesetzt wird. Tierzucht, Feldkulturen und Milch werden von der Erzeugung abgekoppelt und der Erhalt der Prämie ist an die Einhaltung bestimmter Kriterien sowie Umweltfreundlichkeit und artgerechte Tierhaltung gebunden. 
Der Rat entscheidet auch über den Haushalt für die Finanzierung der Maßnahmen, die in diesem Politikbereich betroffen werden. Bis zum Inkrafttreten des Vertrags von Lissabon Ende 2009 war er hierfür alleine zuständig, seitdem hat das Europäische Parlament in Haushaltsfragen ein gleichberechtigtes Mitspracherecht.

## Zuständigkeit und Kritik
Die Zuständigkeitsbereiche des Ausschusses sind in einer Selbstbeschreibung festgelegt als:
- Gemeinsame Agrarpolitik (GAP),
- Binnenmarktvorschriften,
- Forstwirtschaft,
- ökologischer Landbau,
- Qualitätssicherung und Sicherheit von Lebens- und Futtermitteln
- sowie Harmonisierung der Vorschriften für Veterinärmedizin, Pflanzenschutz, Futtermittel, Saatgut und Pflanzenschutzmittel.

Der Rat wurde in mehreren Fällen kritisiert, weil er Entscheidungen getroffen hat, die nicht in dessen Zuständigkeitsbereich fallen:
- der Lauschangriff[3][4],
- die Patentierbarkeit computerimplementierter Erfindungen[5],
- das Anti-Piraterie-Abkommen ACTA[6][7],
- die Urheberrechtsreform "Uploadfilter" der Europäischen Union[8][9].